# Blairo Maggi

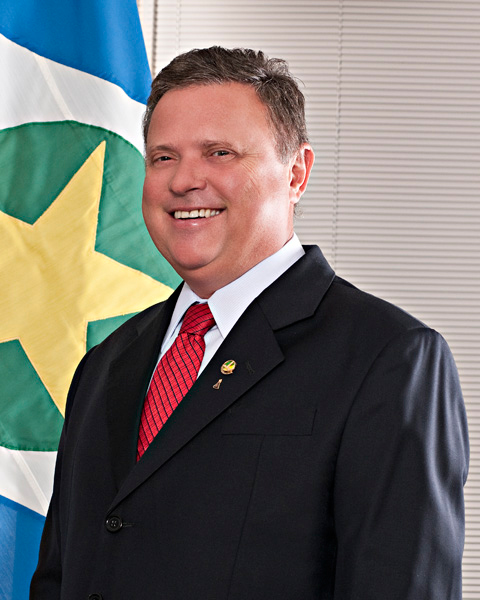
Blairo Maggi (2011)

Blairo Maggi (Torres, Rio Grande do Sul, 29 mei 1956) is eigenaar van een sojaplantage en was gouverneur van de Braziliaanse deelstaat Mato Grosso (2003-2010).
Hij is tevens eigenaar van de André Maggi-groep, een groot Braziliaans bedrijf gespecialiseerd in het oogsten, verwerken en exporteren van sojabonen.